# Ali Boulala
Ali Boulala (Stoccolma, 28 gennaio 1979) è uno skater svedese di origini algerine.
È conosciuto per la sua velocità, per il suo stile "flamboyant" ed è anche noto come il Re degli Zingari. Vive in Svezia, a Stoccolma.

## Biografia
Ali è molto famoso per aver "ollato" (planato senza reggere la tavola con le mani) un set di ben 25 gradini in Francia. Durante l'ollie Ali indossava come cintura una catena di una bicicletta.
Fece svariati tentativi ma non riuscì a chiudere il trick e subì inoltre delle lacerazioni alle anche (il video in questione è Flip- Sorry). In compenso, è rimasto l'unico skater a uscire senza fratture dal gap che, successivamente, verrà chiamato "Ali Boulala's 25 Stairs" (Le venticinque scale di Ali Boulala).
È stato sponsorizzato da Flip Skateboards, Flip Clothing, Flip Sidecuts e Supra Footwear. Ali è stato più volte invitato a entrare nel team della Baker Skateboards (la compagnia di skateboard creata da Andrew Reynolds), ma ha rifiutato limitandosi a piccole apparizioni in qualche video della Baker.
Il 7 marzo 2007 Boulala era alla guida di un motociclo e ha avuto un incidente nel quale ha perso la vita Shane Cross, altro campione della Flip Skateboards. Ali stesso è stato mandato in coma farmacologico dai medici per circa due settimane. L'8 giugno il sito della Flip ha annunciato che Ali stava facendo progressi nel suo recupero fisico e mentale.
Successivamente, Ali è stato condannato a 4 anni di carcere e 2 anni di libertà sulla parola in quanto responsabile della morte di Shane Cross.
Il 12 marzo 2010 Ali è uscito dal carcere.
Nel 2021 gli è stato dedicato The Scars of Ali Boulala, film documentario di produzione norvegese-svedese per la regia di Max Eriksson.

## Apparizioni video
- 1996:  Transworld Magazine - Uno
- 1997:  Transworld Magazine - Cinematographer
- 1999:  Landspeed: CKY
- 1998:  Church of Skatan - Wild in the Streets
- 1999:  Baker Skateboards - Bootleg
- 1999:  Big Brother Magazine - Boob
- 2000:  Baker Skateboards - Baker2G
- 2001:  TSA Clothing - Life in the Fast Lane
- 2002:  CKY3
- 2002:  Flip Skateboards - Sorry
- 2002:  Transworld Magazine - Chomp on This
- 2003:  Osiris - Subject to Change
- 2003:  Flip Skateboards- Really Sorry
- 2003:  Cliché Skateboards - Bon Appetit
- 2005:  None - Filmbot Files
- 2005:  Baker Skateboards - Baker3
- 2007: Etnies Footwear - Restless
- 2007: Antiz Skateboard - Z movie
- 2009: Flip Skateboards - Extremely Sorry
- 2011: Supra Footwear - Supra 2011 European Tour